# Juan Manuel Borbolla
Juan Manuel Borbolla Pérez (Ciudad de México; 28 de junio de 1951) es un exfutbolista mexicano que jugó de delantero.

## Trayectoria
Comenzó su carrera en la división juvenil del club local América, donde también recibió su primer contrato profesional en 1970. Pero antes, jugó para un equipo llamado Deportivo Asturiano en la dichosa Liga Española de Fútbol (una liga amateur).
Luego de cuatro años con el club americanista, se trasladó al Atlético Español también capitalino en 1974, con quien ganó la Copa de Campeones de la Concacaf en la edición 1975 y cuatro años después pasó al Puebla FC, con quien también tuvo un contrato por el mismo tiempo.

## Selección nacional
Su debut con la selección mexicana le llegó el 8 de septiembre de 1971 en el Niedersachsenstadion de Hannover, donde el Tri cayó ante la selección alemana por un 5-0. Después de que solo había participado 46 minutos en este juego, jugó sus otros seis internacionales los noventa minutos.
Entre agosto y septiembre de 1972 completó un duelo contra Chile y cuatro de eliminatorias mundialistas contra Canadá y Estados Unidos, los cuales todos fueron ganados y anotó dos goles. Su último partido internacional fue un amistoso contra Estados Unidos, que se ganó 2-0 el 16 de octubre de 1973.

### Participaciones en clasificatorias
| Clasif.              | Sede   | Resultado | Part. | Goles |
| -------------------- | ------ | --------- | ----- | ----- |
| Clasif. Mundial 1974 | Varias | Eliminado | 4     | 2     |

## Clubes
| Club             | País   | Año       |
| ---------------- | ------ | --------- |
| América          | México | 1970-1974 |
| Atlético Español | México | 1974-1978 |
| Puebla           | México | 1978-1982 |

## Palmarés

### Títulos nacionales
| Título           | Equipo  | País   | Año     |
| ---------------- | ------- | ------ | ------- |
| Primera División | América | México | 1970-71 |
| Copa México      | América | México | 1973-74 |

### Títulos internacionales
| Título                           | Equipo           | País    | Año  |
| -------------------------------- | ---------------- | ------- | ---- |
| Copa de Campeones de la Concacaf | Atlético Español | Surinam | 1975 |